# Kaalpootjuffers
De kaalpootjuffers (Dicteriadidae) zijn een familie van juffers (Zygoptera), een van de drie suborden van de libellen (Odonata). De familie telt twee beschreven geslachten en twee soorten.

## Taxonomie
De familie kent de volgende geslachten:
- Dicterias Selys, 1853
- Heliocharis Selys, 1853